# Naajaat
Naajaat (o Naujât) è un piccolo villaggio della Groenlandia di 65 abitanti (gennaio 2005). Si affaccia sulla Baia di Baffin, a 73°08'N 55°50'O; appartiene al comune di Avannaata.

## Collegamenti esterni

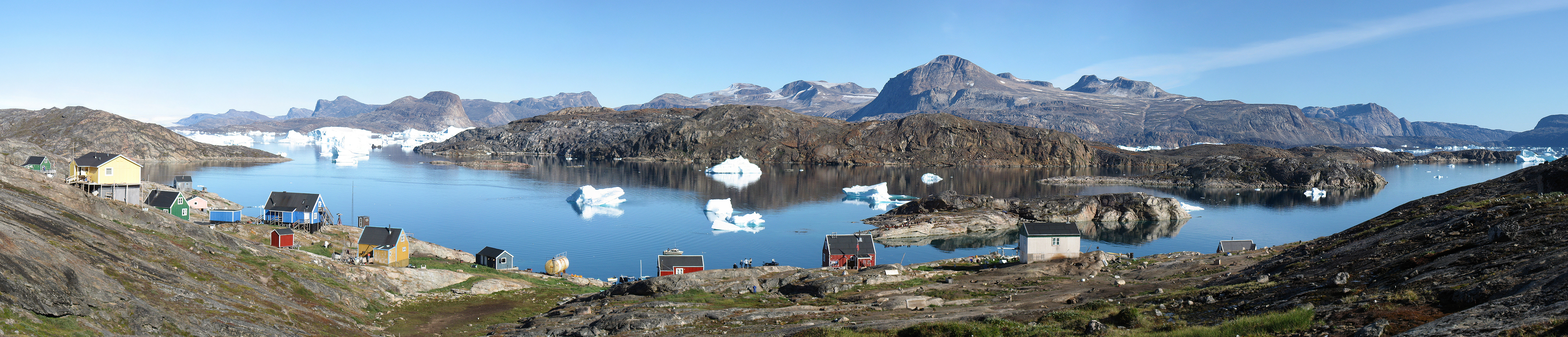
Panoramica di Naajaat